# North Hampton (New Hampshire)
Pour les articles homonymes, voir Northampton (homonymie).
North Hampton est une municipalité américaine située dans le comté de Rockingham au New Hampshire. Selon le recensement de 2010, sa population est de 4 301 habitants.

## Géographie
La municipalité s'étend sur 14,41 milles carrés (37,32 km2), dont 0,50 milles carrés (1,29 km2) d'étendues d'eau.

## Histoire
La paroisse de North Hill est fondée en 1639. Elle devient une municipalité indépendante de Hampton en 1738.